# Sielnica (Pologne)
Pour l’article homonyme, voir Sielnica.
Sielnica est une localité polonaise de la gmina de Dubiecko, située dans le powiat de Przemyśl en voïvodie des Basses-Carpates.